# Kamienica Pod Złotą Gwiazdą na Nowym Targu we Wrocławiu
Kamienica Pod Złotą Gwiazdą  – nieistniejąca kamienica położona przy placu Nowy Targ 21 we Wrocławiu, w północnej pierzei Nowego Targu.

## Historia i architektura kamienicy
Kamienica miała średniowieczny rodowód. W latach 1498–1499 był to dom altarystów „Pod Gwiazdą”. W połowie XVI wieku kamienica została przebudowana. Była to wówczas gotycko-renesansowa kamienica, dwutraktowa, trzykondygnacyjna z czterokondygnacyjnym szczytem podzielonym ślepymi okrągłołucznymi arkadkami, wyznaczającymi siedem osi zwieńczonymi trójkątnymi frontonami (naczółkami). Na szczycie znajdowała się choragiewka wiatrowa. Fasada budynku była czteroosiowa, z prostokątnymi oknami otoczonymi kamiennymi opaskami. W lewej osi, nad portalem, w kwadratowej płycinie znajdowało się godło domu: sześcioramienna gwiazda. 
W 1856 roku przebudowany został parter, wstawiono wówczas witrynę. W 1864 roku kamienica została gruntownie przebudowana na pięciokondygnacyjny budynek w stylu empire o płaskim dachu. Elewacja zdobiona była ornamentem antycznym.
W 1945 roku została zburzona. W miejscu, gdzie znajdowała się kamienica oraz na całej długości pierzei wschodniej placu Nowy Targ, w 1964 roku wzniesiono blok mieszkalny z wielkiej płyty.